# Kurt Bingler
Kurt Franz Theodor Bingler (* 13. Oktober 1888 in Mudau; † 22. Januar 1972 in Garmisch-Partenkirchen) war ein deutscher Sanitätsoffizier, zuletzt Generalstabsarzt der Wehrmacht.

## Leben
Kurt Bingler wurde als Sohn des Oberlehrers Theodor Wilhelm Bingler und seiner Ehefrau Ida, geb. Keller, in Mudau im badischen Odenwald geboren. Er wuchs in Kenzingen und später in Gaggenau auf. 1908 legte er sein Abitur am Großherzoglichen Realgymnasium in Karlsruhe ab und studierte ab dem 21. Oktober 1908 an der Kaiser-Wilhelms-Akademie für das militärärztliche Bildungswesen in Berlin. 1909 wurde er im Pépinière-Corps Suevo-Borussia recipiert. An der Lungenheilstätte Ruppertshain schrieb er seine Dissertation über die Tuberkulose des Kehlkopfs. Am 4. August 1914 wurde er zum Dr. med. promoviert.
Im Ersten Weltkrieg diente er 1914 als Assistenzarzt, im gleichen Jahr Oberarzt, im Infanterie-Regiment Nr. 79 und 1915 in der 78. Reserve-Division. Nach dem Krieg wurde er in die Reichswehr übernommen. 1927 kam er von der Sanitäts-Abteilung 3 als Stabsarzt (Beförderung am 1. Dezember 1920) zur Heeres-Sanitäts-Inspektion und wurde 1932 mit RDA vom 1. März 1930 Oberstabsarzt bei der Sanitätsstaffel München der 7. Sanitäts-Abteilung. Bis 1931 war er u. a. mit dem Eisernen Kreuz I. Klasse (1914), dem Ritterkreuz des Ordens vom Zähringer Löwen 2. Klasse mit Schwertern (1915) und dem Hamburgischen Hanseatenkreuz ausgezeichnet worden.
1938 wurde er mit dem RDA zum 1. August 1936 zum Oberstarzt befördert. 1939 war er als Divisionsarzt bei der 1. Gebirgs-Division (Garmisch-Partenkirchen) und zugleich Kommandeur der Gebirgssanitätsabteilung 41, welche der 1. Gebirgsdivision unterstellt war. Ende August 1938 wurde er Korpsarzt bei VII. Armeekorps und in dieser Position im Zweiten Weltkrieg am 1. Juni 1940 zum Generalarzt befördert. Ab 20. Februar 1941 war er leitender Sanitätsoffizier beim Militärbefehlshaber in Frankreich. Mitte Januar 1942 kam er als Armeearzt zum neu aufgestellten AOK Lappland, später 20. Gebirgs-Armee. Hier wurde er am 1. Juni 1942 Generalstabsarzt. Am 1. September 1944 wurde er wieder Korpsarzt, diesmal beim Stellvertretenden Generalkommando des XVIII. Armeekorps.
In der Nachkriegszeit führte er in München aber auch in Garmisch-Partenkirchen eine Praxis für Haut- und Geschlechtskrankheiten.
Bingler war verheiratet mit Emma Sidonie Hilda, geb. Leo (1922) und in zweiter Ehe mit Joahnna Christina Maria Schmitt geb. Boecker (1931). Sein Onkel war der Erfinder in der Chirurgie- und Orthopädiemechanik Franz Bingler.

## Werke (Auswahl)
- Komplikation bei der Lungentuberkolose. In: Zeitschrift für Tuberkulose, Band 20, 1913, S. 209–217.
- Ein kritischer Beitrag: „Können durch myalgische Herde in der Hals- und Schultermuskulatur neurasthenischer Kopfschmerz, neurasthenischer Schwindel und Migräne verursacht werden?“ In: Neurologisches Centralblatt, Band 33, 1914, S. 619–673.